# Туррах-Зе
Туррах-Зе (Туррахер-Зе; нем. Turracher See) — высокогорное озеро в Австрии, расположено на границе федеральных земель Каринтия и Штирия.
Площадь озера 19,4 га, средняя глубина составляет 13,6 м, максимальная в юго-восточной части достигает 33 м. Озеро Туррах-Зе расположено в Альпийском регионе Туррахер-Хёэ, на высоте 1763 м, в связи с чем почти в течение 6 месяцев в году покрыто толстым, до метра, слоем льда. Летом вода может прогреваться до 18 °C, что делает озеро практически непригодным для купания, за исключением небольшого ограждённого участка у южного берега размером 10 на 25 м и глубиной 3,5 м, обогреваемого местным курортом до температуры 28-30 °C.
Озеро питается впадающим в него с западного берега ручьём и водой с примыкающих болотистых лугов. Отток осуществляется через отходящий с северной стороны Передний ручей (нем. Vorderer Seebach), который, объединяясь с Задним ручьём, вытекающим из озера Шварцзе, образует реку Туррах, стекающую в долину и впадающую в реку Мура у городка Предлиц.

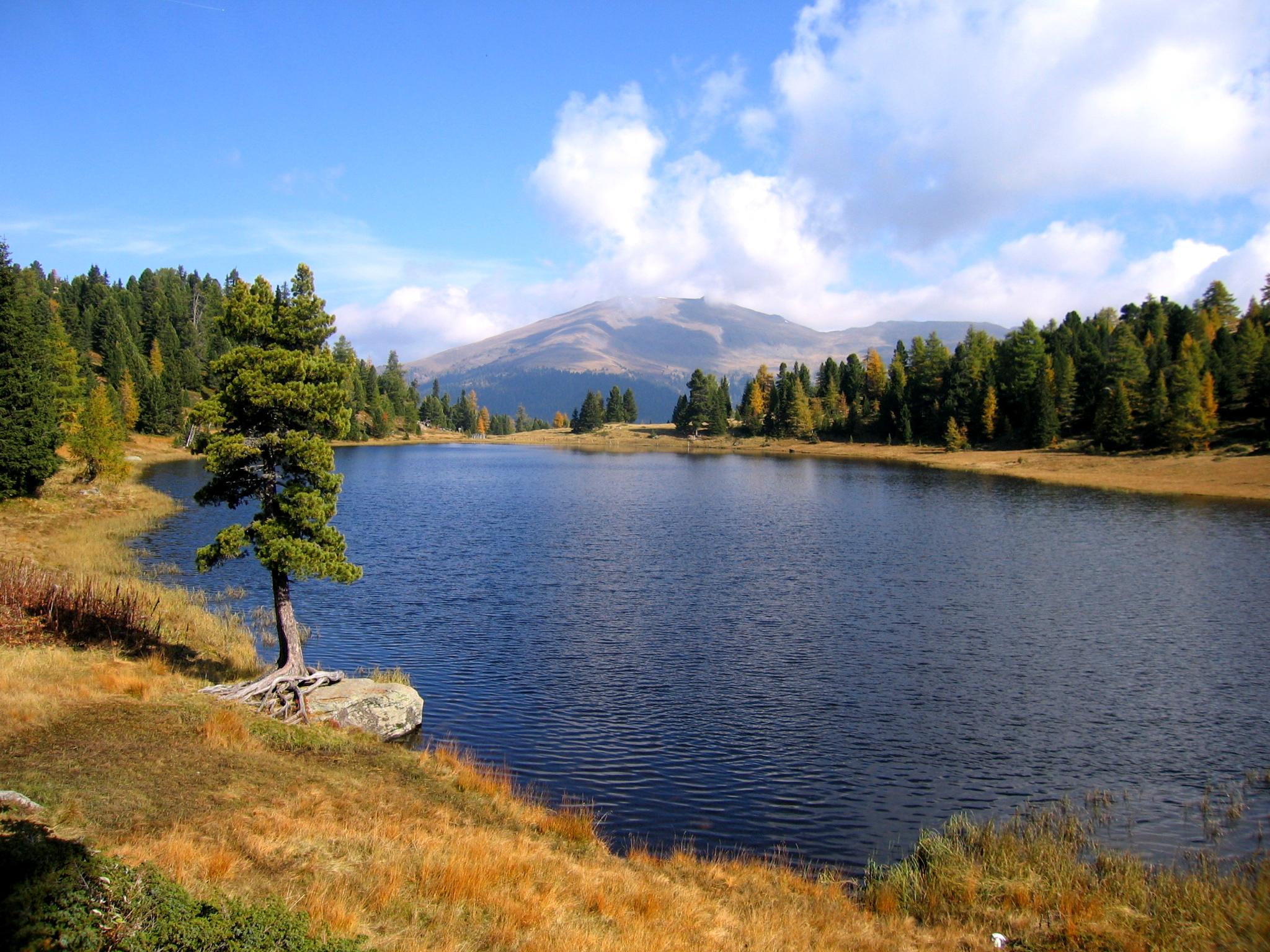
Озеро Туррахер-Шварцзе

В 300 м к востоку от Туррах-Зе находится другое озеро — Туррахер-Шварцзе (нем. Turracher Schwarzsee), расположенное на высоте 1840 м над уровнем моря, имеющее глубину 4 м и площадь 2,6 га. Шварцзе (в переводе Чёрное озеро) обязано своим названием окружающей его болотистой почве, богатой антрацитами, придающими поверхности тёмный цвет. Питание озеро получает частично от подземных источников, частично от заболоченных берегов. В северной части из озера вытекает Задний ручей (нем. Hinterer Seebach). На берегах озера произрастает карликовая берёза — реликт ледникового периода.
Немногим далее находится ещё одно озеро — Туррахер-Грюнзе (нем. Turracher Grünsee, Зелёное озеро), расположенное на высоте 1765 м над уровнем моря, площадью 1,48 га и глубиной до 12 м. Зелёную окраску озеру придают харовые водоросли. Склоны вокруг озера поросли лиственницей и европейским кедром. Из озера вытекают ручьи Гольцбах и Штангенбах, впадающие в верховья реки Гурк.
Оба малых озера отнесены к особо охраняемым природным территориям, в связи с чем природа вокруг них осталась практически нетронутой.